# Camillo Pellegrino
Camillo Pellegrino, né le 12 janvier 1598 à Capoue et mort le 9 novembre 1663 dans la même ville, est un écrivain et historien italien du XVIIe siècle.

## Biographie

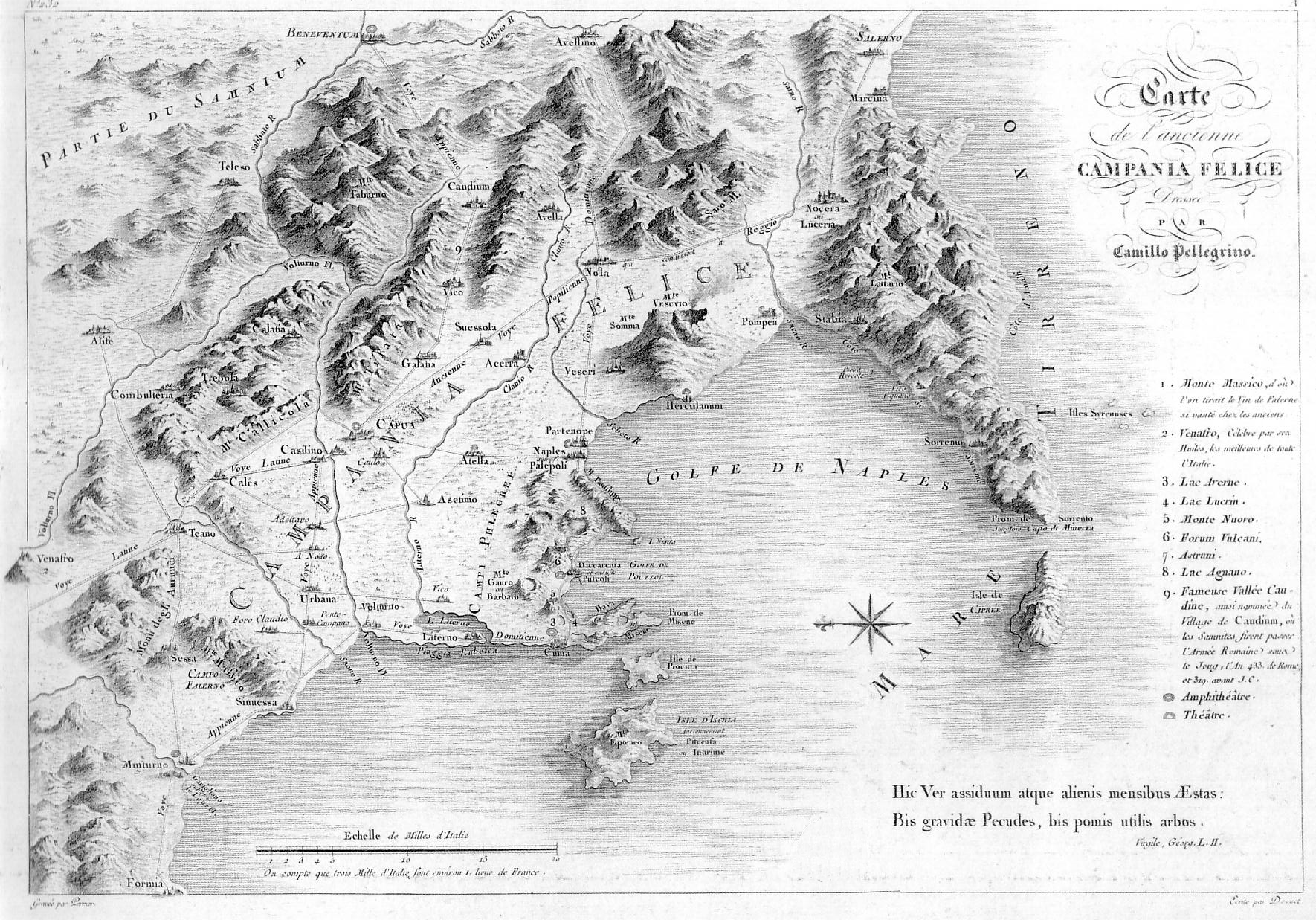
Carte de la Campanie tracée par Camillo Pellegrino.

Camillo Pellegrino était né le 12 janvier 1598 à Capoue, d’une famille patricienne. Il fut envoyé fort jeune à Naples, où il s’appliqua avec un égal succès à l’étude des langues anciennes, de la philosophie, des mathématiques, de la théologie et du droit canonique. Il se rendit ensuite à Rome pour perfectionner ses connaissances par la fréquentation des savants et en acquérir de nouvelles. L’examen des monuments en tout genre que renferme cette ville tourna ses idées vers l’étude de l’archéologie. Il conçut bientôt le projet de s’appliquer à l’histoire de l'Italie, et, sentant la nécessité de remonter aux sources, il visita avec le plus grand soin les bibliothèques et les archives publiques, dont il tira une foule de pièces intéressantes ; il s’attacha en même temps à former un recueil des anciennes chroniques des différentes villes, et donna ainsi le premier l’idée de cette grande et importante collection publiée depuis par Muratori. Pellegrini, après avoir satisfait sa curiosité sur tous les points, revint dans sa ville natale, où il mit en ordre les matériaux qu’il avait recueillis. Étant tombé malade, il donna l’ordre à sa servante de jeter au feu tous ses papiers s’il ne devait pas en revenir. Cette fille, ayant entendu les médecins dire qu’il n’avait pas vingt-quatre heures à vivre, se hâta de remplir les intentions de son maître. Cependant Pellegrini se rétablit ; mais, informé qu’il n’avait été que trop fidèlement obéi et que tous ses manuscrits avaient été brûlés, il se fit transporter à Naples et y mourut de chagrin le 9 novembre 1663. La riche bibliothèque qu’il avait formée à grands frais fut dispersée, et la mémoire d’un savant si distingué s’était à peine conservée parmi ses compatriotes ; mais enfin les critiques italiens lui ont rendu une justice éclatante. Un de ses descendants a décoré en 1789 le frontispice de la maison qu’il habitait à Naples d’une inscription à sa gloire, rapportée par Francesco Antonio Soria dans les Storici Napoletani, où on lui a consacré une notice intéressante (t. 2, p. 477, etc.), et par Tiraboschi, dans la Storia della letteratura, t. 8, p. 386.

## Œuvres
- Historia principum Longobardorum cum serie abbatum Cassinensium ab anno 720 ad ann. 1137, Naples, 1643, in-4°. Il y a inséré le Chronicon Salernitanum et plusieurs autres pièces inédites, avec des explications qui répandent un grand jour non-seulement sur l’histoire de Naples, mais de toute l’Italie. Cet ouvrage important, inséré dans le tome 9 du Thesaur. antiquitat Italiæ, et dans les tomes 2 et 5 du Corpus scriptor. Italiæ de Muratori, a été publié de nouveau par Francesco Maria Pratilli, Naples, 1749, 2 vol. in-4°. Cette édition est augmentée de plusieurs savantes dissertations et de la Vie de Pellegrini.
- Dell'antico sito di Capua, Naples, 1643 ;
- Origine dell'antica famiglia Di Colimenta, Naples, 1643 ;
- Apparato alle antichità di Capua overo della Campania felice, ibid., 1651, in-4°. Cet ouvrage est composé de quatre dissertations, qui contiennent la description exacte de la Campania felice, des recherches sur les peuples qui ont le plus anciennement habité ce pays et sur les différentes révolutions qu’il a éprouvées. Elles ont été traduites en latin par Alex. Ducker et insérées dans le tome 9 du Thesaurus antiquitatum Italiæ. Fr. Daniele a laissé en manuscrit une Vie de Pellegrini.